# Volta a Llombardia 1972
La Volta a Llombardia 1972 fou la 66a edició de la clàssica ciclista Volta a Llombardia. La cursa es va disputar el diumenge 7 d'octubre de 1972, sobre un recorregut de 266 km. El vencedor final fou el belga Eddy Merckx (Molteni), que s'imposà en solitari i amb gairebé un minut i mig al francès Cyrille Guimard (Gan-Mercier-Hutchinson) i a l'italià Felice Gimondi (Salvarani).

## Classificació general
|    | Ciclista           | Equip                            | Temps      |
| -- | ------------------ | -------------------------------- | ---------- |
| 1  | Eddy Merckx        | Molteni                          | 6h 47' 54" |
| 2  | Cyrille Guimard    | Gan-Mercier-Hutchinson           | + 1' 27"   |
| 3  | Felice Gimondi     | Salvarani                        | m. t.      |
| 4  | Frans Verbeeck     | Watney-Avia                      | m. t.      |
| 5  | Antoine Houbrechts | Salvarani                        | m. t.      |
| 6  | Joop Zoetemelk     | Flandria-Beaulieu                | m. t.      |
| 7  | Raymond Delisle    | Peugeot-Michelin-BP              | + 1' 30"   |
| 8  | Willy De Geest     | Van Cauter-Magniflex-De Gribaldy | + 1' 39"   |
| 9  | Franco Bitossi     | Filotex                          | m. t.      |
| 10 | Michele Dancelli   | Scic                             | m. t.      |